# Schwedenturm (Wagenitz)

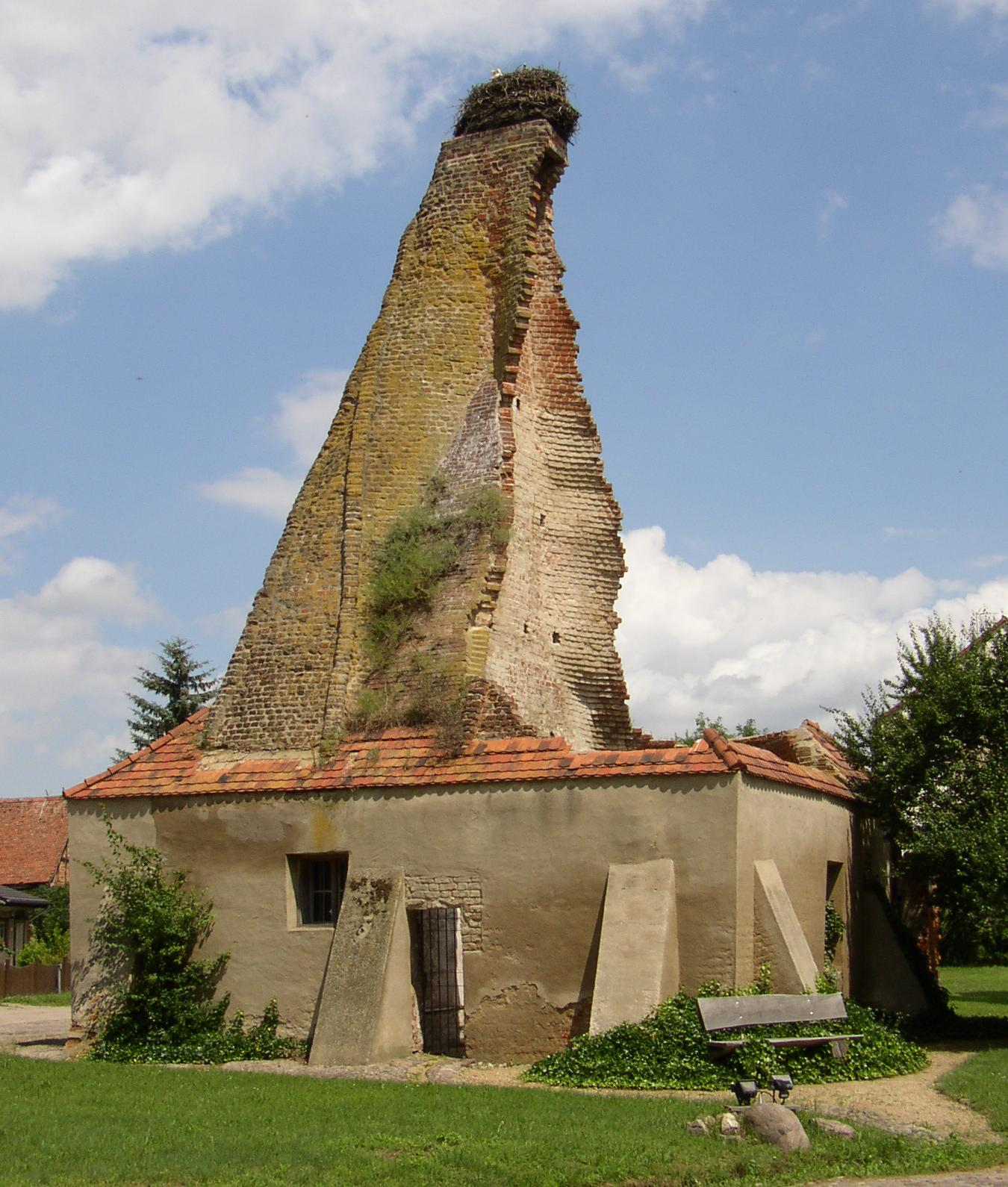
Der Schwedenturm in Wagenitz

Der Schwedenturm ist ein Rest eines Küchenbaus in Wagenitz in Brandenburg. Das Gebäude wird heute als Museum genutzt.

## Geschichte

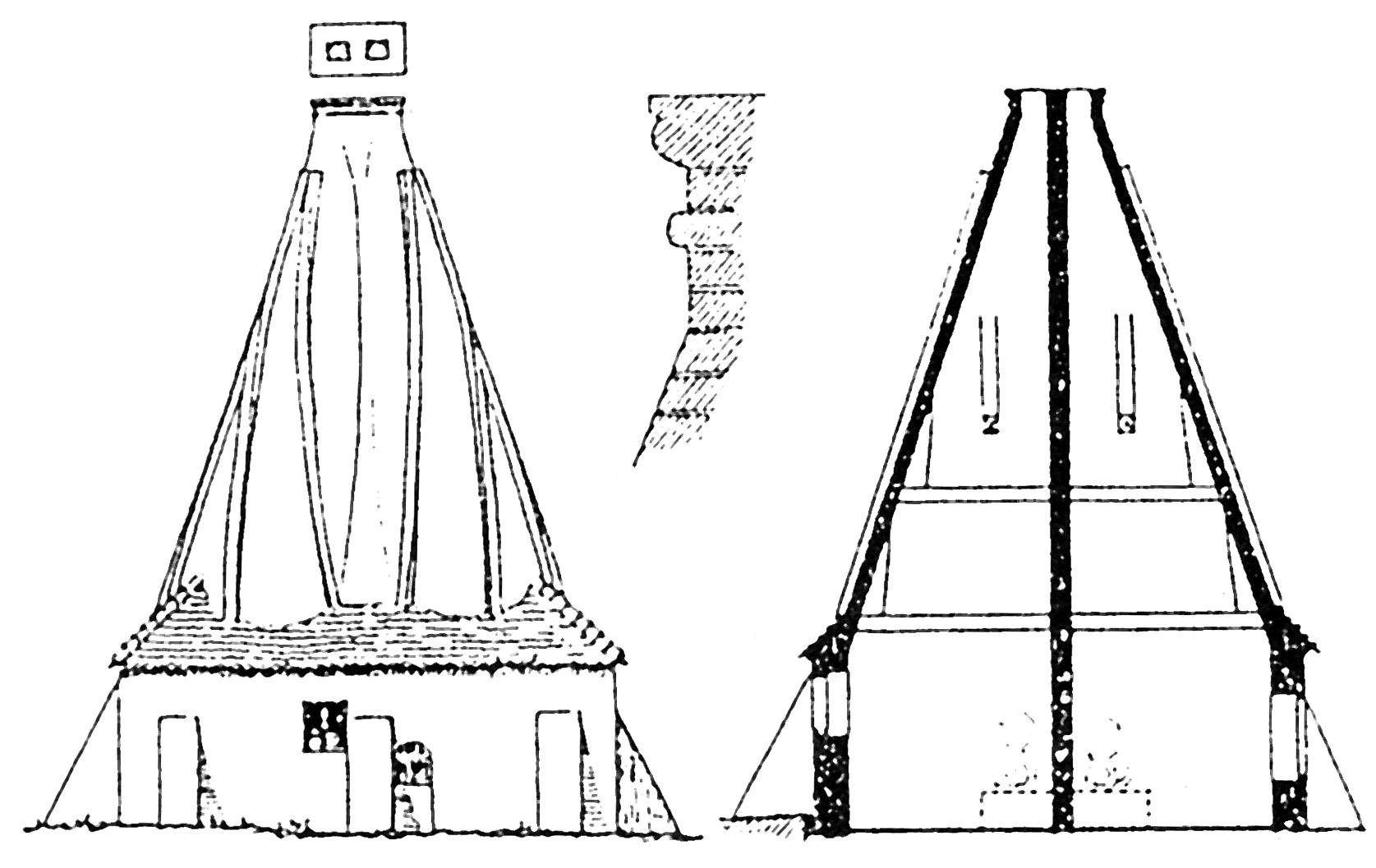
Skizze des Schwedenturm in Wagenitz

Der Wagenitzer Schwedenturm wurde 1571 im Auftrag von Hartwig von Bredow als ein heute eigenartig anmutender, turmartiger Küchenbau errichtet. Er bildete als Meierei den Grundstein für das Wagenitzer Schloss und war Bestandteil der 1587 fertiggestellten Schlossanlage mit dem massiven Herrenhaus. Bereits im frühen Mittelalter wurden zum Teil besondere freistehende Küchenbauten bei größeren Betrieben, wie Klöster und Schlösser errichtet. Diese Küchen wurde zum Zwecke des Brandschutzes freistehend errichtet, da sich in ihnen ein oder mehrere Küchenkamine mit einem großen Herd mit offenem Feuer befand. Bei den Küchenbauten zogen sich die nach obenhin verjüngenden Rauchfänge über den gesamten Küchenraum, welche öfter auch kuppelartig zusammengefasst wurden. Ähnliche, den ganzen Herdraum überspannende, sich zum Schornstein hin verjüngende Küchenkamine findet man in alten Prediger- und Schulzenhäusern der Mark Brandenburg sowie in städtischen Häusern. Dies Küchenkamine befanden sich stets in der Mitte des Hauses und waren überdacht.
Der Wagenitzer Schwedenturm war hingegen nie überdacht und eine solche Überdachung war auch nie geplant. Eine mittlere Scheidewand teilt den Turm in zwei gleiche Hälften, in denen jeweils an der Scheidewand ein Herd zu finden war. Das heutige noch erkennbare Gewölbe und die äußeren Strebepfeiler müssen später eingespannt bzw. angebaut worden sein, dies lassen die unterschiedlichen Formate der Backsteine der Strebepfeiler und der Mauern vermuten.
Das Massivdach bildete ursprünglich über den beiden Herden zwei offene, oben schornsteinförmig ausmündende Rauchfänge. Der Grundriss eines jeden Rauchfang war ein Rechteck mit aufgesetzten Halbkreisen, die sich stetig nach obenhin verjüngte und in einem länglichen Schornsteinkasten übergingen.
„Diese eigenartige Konstruktion musste besonders gesichert werden. Wir finden in den vier Ecken des Baues 1 1⁄a Stein starke Pfeiler, ferner an jeder geraden Seite des Rauchfanges drei Rippen, 1 Stein breit nach außen 1⁄a Stein stark hervortretend, ebensolche an den gerundeten Teilen des Rauchfanges und schließlich in seinem Innern eine Anzahl kurzer, nach oben auslaufender Rippensätze, die auf zu Verankerung dienenden Balken sitzen. Die Standfestigkeit des Rauchfanges hat trotzdem gelitten.“
Nach dem Zweiten Weltkrieg bis 1969 wurde der Schwedenturm auch zu Wohnzwecken genutzt, da es nach dem Zweiten Weltkrieg in der Gegend eine deutliche Wohnungsnot gab. Seit 1972 ist der Schwedenturm Nistplatz von Störchen, daran konnte auch der 1979/80 teilweise und 1984 vollständige Einsturz des östlichen Rauchfangs (geschehen in der Nacht vom 8. zum 9. Januar) nichts ändern. Selbst während der Bauarbeiten zur Erhaltung des Turmes 1991–1994 hielten die Störche ihrem Turm die Treue. Für den Erhalt des Restes des Turmes wurde insgesamt 710.000 DM ausgegeben. Am 1. Juli 1994 erfolgte die Bauabnahme. Seit 1995 besteht im Schwedenturm ein Bauernmuseum, das nach Voranmeldung besichtigt werden kann.